# 三島美佳子
三島 美佳子（みしま みかこ）は、日本のフリーアナウンサー。結婚後の名は川﨑 美佳子（かわさき みかこ）。

## 経歴
学習院大学を卒業。学友に紀宮清子内親王がいた。
1992年（平成4年）、福井テレビに入社。のちにフリーアナウンサーに転身した。
競艇中継を通じて知り合った競艇選手の川崎智幸と結婚した。2人の息子は共に芸能界に進んでいる。（STARTO社ジュニア）

## 出演

### 情報番組
| 期間       | 期間      | 番組名                                     | 役職         |
| ---------- | --------- | ------------------------------------------ | ------------ |
| 1994年10月 | 1995年3月 | こんにちは2時（テレビ朝日）                | 司会         |
| 1996年4月  | 2001年3月 | 竹村健一のずばりジャーナル（ニッポン放送） | アシスタント |

### テレビドラマ
- 浅見光彦シリーズ「横浜殺人事件」（1996年5月17日、フジテレビ） - 山名めぐみ 役
- Dの遺伝子第14回「少年弁護士」（1997年7月21日、フジテレビ）

## 親族
- 曽祖父：三島彌太郎[1]
- 祖父：三島通隆[1]
- 父：三島通洋[2]
- 母：三島祝子[2] - 松平義明次女[2][3]
  - 姉：三島美砂子[2]
  - 兄：三島通義[2]
- 夫：川崎智幸
  - 長男：川﨑皇輝
  - 次男：川﨑星輝